# Bauduin
Bauduin is een Nederlandse, van oorsprong Franse familie uit de Frans-Ardense stad Fumay-sur-Meuse waarvan een lid in begin 18e eeuw zich in Maastricht vestigde en die militairen, geestelijken en juristen voortbracht.

## Geschiedenis
De bewezen stamreeks begint met Jean Bauduin wiens zoon Jean Dominique Bauduin (1677-1770) in 1714 burger van Maastricht werd. De familie kende later zowel protestante als katholieke takken.
De familie werd opgenomen in het genealogische naslagwerk Nederland's Patriciaat in 1952.

## Enkele telgen
Jean Dominique Bauduin (1677-1770), werd in 1714 burger van Maastricht, vestigde zich in het pand De Olifant in de Maastrichtse Stokstraat
- Jean Bauduin (1710-1770), Maasschipper, burger van Roermond in 1748, zeepzieder
  - dr. Dominique Bauduin (1742-1795), geneesheer te Dordrecht
    - Franciscus Dominicus Andreas Bauduin (1785-1846), mede-oprichter IJzergieterij Penn & Bauduin te Dordrecht
      - prof. dr. Anthonius Franciscus Bauduin (1820-1885), dirigerend officier van gezondheid eerste klasse en hoogleraar genees- en heelkunde in Japan
      - Dominicus Franciscus Antonius Bauduin (1827-1909), president van de Rotterdamse Bank, president Hollandse Mij. van Landbouw
        - Jeanne Bauduin (1858-1914); trouwde in 1877 met Lodewijk Kamphuis Suermondt (1853-1885), secretaris Houtrakpolder; trouwde in 1889 met Willem Hendrik Piepers (1858-1935), luitenant-generaal titulair
        - Fritz Bauduin (1864-1943), viceadmiraal, adjudant-generaal en chef Militair huis van koningin Wilhelmina, ridder in de Militaire Willems-Orde; trouwde in 1918 met jkvr. Gertrude Susanne Six (1885-1968), hofdame van koningin Wilhelmina, lid van de familie Six
          - Hilda Bauduin (1898-1956); trouwde in 1919 met Anthony Willem de Josselin de Jong (1892-1973), kapitein Koninklijke Marechaussee; trouwde in 1926 met mr. Lodewijk Hendrik Jan Jacob Mazel (1897-1944), adjunct-secretaris-generaal en penningmeester van de Haagsche Academie voor Internationaal Recht
          - Constantina Elisabeth Bauduin (1900-1978); trouwde in 1935 met mr. Jacques Johan Sprenger van Eijk (1888-1952), adjunct-directeur Artillerie-Inrichtingen
          - Dominicus Constant Bauduin (1919-1942), luitenant-ter-zee, gesneuveld tijdens de slag in de Javazee

        - Nelly Bauduin (1866-1892); trouwde in 1889 met Oswald Lodewijk Gerhard Frederik Aberson (1859-1933), luitenant-generaal titulair
        - Marie Bauduin (1868-1927); trouwde in 1891 met Pera Karastojanovitch (1853-?), consul-generaal van Servië, Koninklijk Servisch kamerheer; trouwde in 1896 met Moritz Rudolf Ferdinand Heinrich von Hundelshausen (1856-1935), majoor

      - Albertus Johannes Bauduin (1829-1890), consul van Nederland in Japan, later secretaris van de Japanse Legatie te Den Haag
- Arnold Bauduin (1716-?), burger (1757) en reder te Luik
  - Gilles Bauduin (1748-1830)
    - Dominique Willem Gilles Bauduin (1800-1876), lid gemeenteraad te Maastricht
      - ir. Willem Jozef Hubert Bauduin (1856-1928), directeur Gemeentebedrijven en lid gemeenteraad te Maastricht
      - prof. dr. Guilhelmus Augustus Hubert Bauduin (1860-1942), hoogleraar en president van het groot-seminarie te Roermond, vicarisgeneraal van het bisdom Roermond, huisprelaat van de paus
- Dominicus Leonardus Bauduin (1718-1809), wijnkoper te Maastricht
  - Mathias Bauduin (1773-1834), griffier vredegerecht te Maastricht
    - Dominicus Bauduin (1798-1874), griffier arrondissementsrechtbank te Maastricht
      - Petrus Christianus Hubertus Bauduin (1836-1910), kandidaat-notaris, lid gemeenteraad, wethouder en burgemeester van Maastricht
        - dr. Antoine Paul Dominique Bauduin (1866-1934), rechter arrondissementsrechtbank te Maastricht, later kantonrechter te Amsterdam
          - Dominique Chrétien Marie Bauduin (1892), consul-generaal der Nederlanden te Dusseldorp

        - Julius Josephus Adolphus Bauduin (1867-1938), notaris
          - Hendrika Maria Bauduin (1903-1991); trouwde in 1930 met prof. dr. Johannes Herman Frederik Umbgrove (1899-1954), hoogleraar Geologie Technische Hogeschool te Delft

        - George Joseph Dominique Bauduin (1871-1953), generaal-majoor Koninklijke Marechaussee
          - Anna Catharina Bauduin (1906-1988); trouwde in 1938 met Walraed Jozeph Frederik Maria baron van Hugenpoth tot Aerdt (1904-1990), burgemeester van Overasselt en Heumen, laatste lid van het adellijke geslacht Van Hugenpoth

        - Joannes Josephus Franciscus Bauduin (1875-1937), lid fa. Jos. Bauduin, vermicellifabrikanten
          - Edmond Victor Paul Chrétien Bauduin (1919), Directeur fa. Jos. Bauduin
          - Herbert Clément Gerard Bauduin (1920), Directeur fa. Jos. Bauduin

        - mr. Paul Marie Frans Bauduin (1878-1935), advocaat-generaal bij het gerechtshof te Amsterdam, later procureur-generaal bij de Raad van Justitie te Paramaribo

      - mr. Franciscus Hubertus Amédée Bauduin (1841-1877), griffier kantongerecht te Meerssen

Geslachten die opgenomen zijn in het sinds 1910 verschijnende genealogische naslagwerk Nederland's Patriciaat. Lijst volgens opgave van het CBG Centrum voor familiegeschiedenis.
A · B · C · D · E · F · G · H · I · J · K · L · M · N · O · P · Q · R · S · T · U · V · W · Y · Z